# Маєток фон Мекк (Копилів)

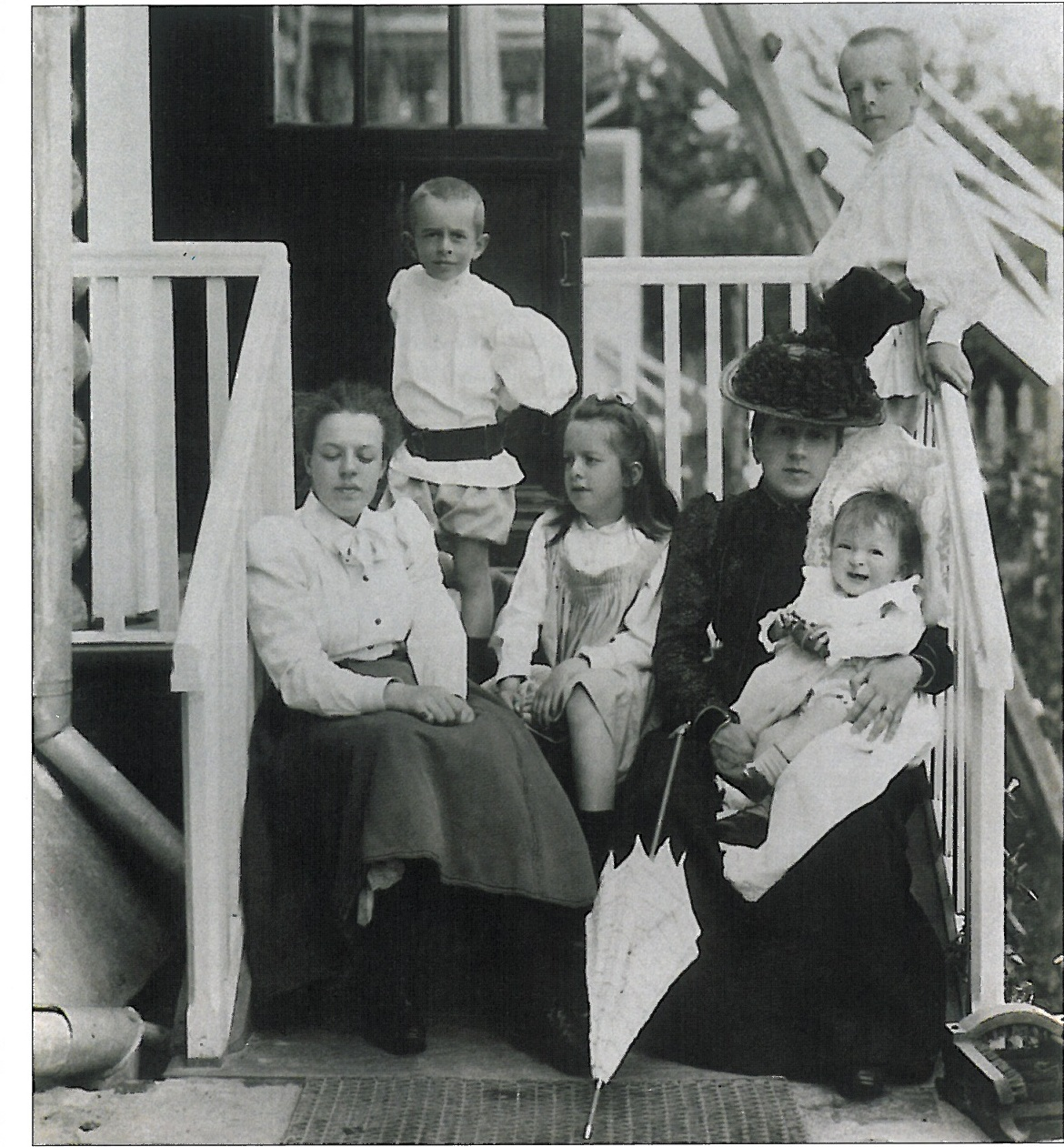
Анна Давидова-фон Мекк з дітьми

Маєток фон Мекк (Копилів) — історичний комплекс розташований на березі р. Бучанка у с. Копилів Макарівського району Київської області. До його складу входили: панський будинок, господарські будівлі, парк, економії.

## Історія
Перша писемна згадка про поселення 1392 р. Згодом згадується як урочище «Копиловка» і знову як село у 1602 р. Із 1738 р. почергово належало польським шляхтичам: Косаківському, Йосифу Дзявяловському, Йосифу Шимановському. У 1840 р. за борги маєтність розпродали частинами Францу Яцковському, Мухановим, Кетнеру, Глоговським, Рогальскому, Буржинській. В 1882 р. його придбав Микола Карлович фон Мекк, який побудував тут маєток. У ті часи новому власникові було 25 років. Яким чином відбувались події можемо дізнатись з листа Н. Ф. фон Мекк до П. І. Чайковського:
|  | Микола тут; його приїзд приносять мені завжди велику радість, але його справи також приводять мене до відчаю: він зовсім заплутався у своєму маєтку. Я думаю, Ви пам'ятаєте, дорогий мій, як я не бажала, щоб він купував маєток, я знаходила це і дуже передчасним і надзвичайною витратою для його фінансового становища. Втім, на нещастя, Лев Васильович йому радив купити і навіть знайшов для нього Копилів, а оскільки це узгоджувалося з дитячим бажанням самого Миколи, то він і послухався його, заплатив за маєток сто п'ятдесят тисяч рублів, в якому всі споруди руйнувалися; звичайно, їх було необхідно відновити, та завести худобу і знаряддя і дещо інше. Так, як почав будуватися і владнувати маєток, так і останні кошти втратив, і те чудове становище, яке він отримав з моїх рук, тепер випарувалося, і мені боляче, важко нестерпно. Я не можу звинувачувати в цьому Миколу, оскільки він ще був дуже молодий і абсолютно недосвідчений, але я дивуюся, що Лев Васильович так мало піклувався про добробут своєї власної дочки, що міг штовхнути юного і недосвідченого хлопчика на таку слизьку дорогу, як метушня з маєтком. Оригінальний текст (рос.) Коля здесь; его приезд доставляет мне всегда большую радость, но его дела также приводят меня в отчаяние: он совершенно запутался на своем имении. Я думаю, Вы помните, дорогой мой, как я не желала, чтобы он покупал имение, я находила это и слишком преждевременным и слишком крупным расходом для его средств. Но, к несчастью, Лев Васильевич ему советовал купить и даже нашел для него Копылов, а так как это согласовалось с ребяческим желанием самого Коли, то он и послушался его, заплатил за имение сто пятьдесят тысяч рублей, в котором все постройки разрушались; конечно, их было необходимо возобновить, да и всё надо было завести — и скот и орудия и т. д. Ну, вот как начал строиться и устраивать имение, так и остальное состояние ушло, и такое прекрасное состояние, какое он получил из моих рук, теперь улетучилось, и мне больно, тяжело невыносимо. Я не могу обвинять в этом Колю, потому что он был очень молод и совершенно неопытен, но я удивляюсь, что Лев Васильевич так мало заботился о благосостоянии своей собственной дочери, что мог толкнуть юного и неопытного мальчика на такой скользкий путь, как возня с имением |

У 1910 р. маєток був проданий. Після Жовтневого перевороту його націоналізували. Садибний будинок пристосували під різноманітні соціальні установи. Тут розташовувалась агрономічна школа, німецький штаб (роки Другої світової війни), з 1943 р. по 1945 р. — військовий шпиталь. Пізніше, до 1954 р. у приміщеннях панського будинку розмістилась центральна районна лікарня, в 1954–1973 копилівська середня школа, філіал Макарівської дитячої музичної школи, сільська рада. Наразі, можна і тепер побачити на стіні відбиток комуністичної пропаганди: «ИДЕОЛОГИЧЕСКАЯ РАБОТА — ДЕЛО ВСЕЙ ПАРТИИ И КАЖДОГО КОММУНИСТА».
Нині садибний дім перебуває в аварійному стані. В парку збереглись давні ялинова й липова алеї, окремі старі дерева, руїни фонтану. За радянських часів на території маєткового парку біля будинку було споруджено меморіал «Могила Невідомого солдата». У 1960-х роках збудували сільський стадіон. Окрім того, збереглись руїни молочної ферми, водонапірної башти, панський став.

## Опис

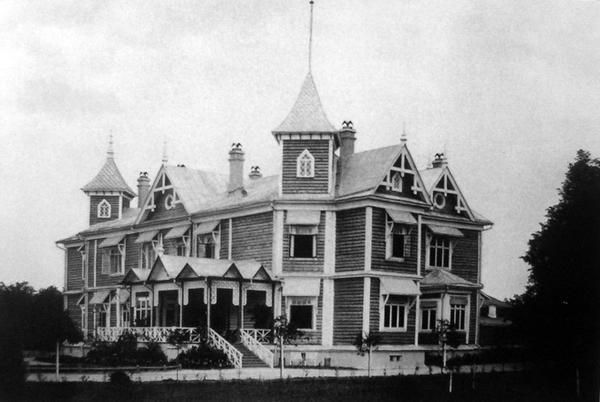
Садибний будинок зведений у 1888 р.

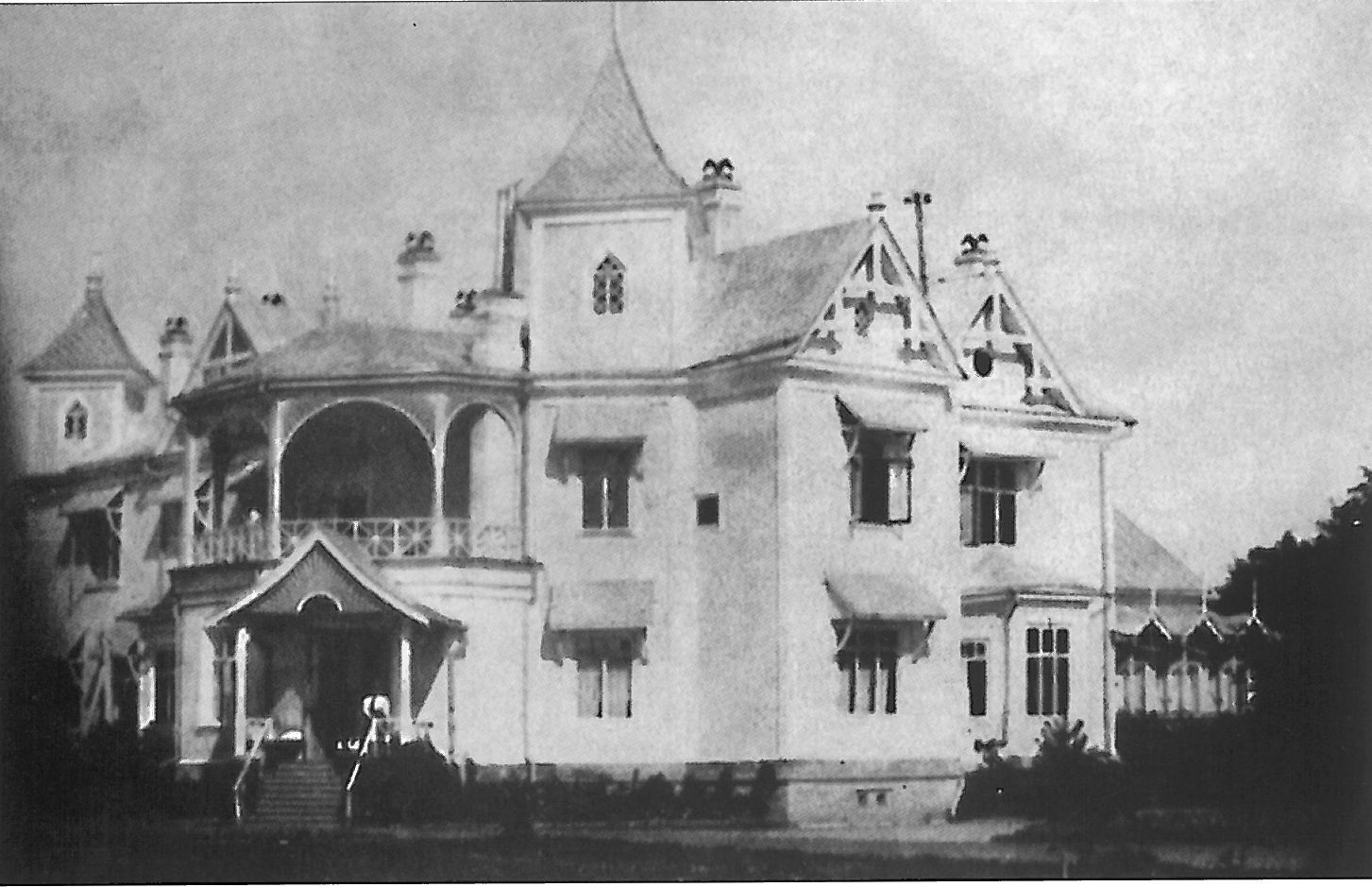
Відновлений після пожежі садибний будинок

Маєток барона фон Мекк тісно пов'язаний з історією трьох значних родів, що залишили слід, як в історії Російської імперії, в історії України, так і у світовій культурі — фон Мекк, Давидових і Чайковських.
До складу маєтку входили: панський будинок, господарські будівлі, парк, економії.
Перший будинок, зведений 1888 року за стилем «дачний модерн», був дерев'яний, рублений і на цегляному цоколі. Архітектуру фасадів доповнювали башточки, фронтони, еркери, велика тераса і зовнішні сходи на другий поверх. У 1898 р. через пожежу наземна частина будівлі повністю згоріла. Спорудження нового будинку розпочалося на межі XIX-ХХ ст. За архітектурним стилем будівля відтворювалась: мала два поверхи і фасади оздоблювали мансарда, прикрашена дерев'яним орнаментом тераса. Окрім того, дах будівлі прикрашали башточки, покриті металевою черепицею. Парк у ландшафтному стилі займав площу 9 гектарів. Припускають, що проект робив Георг Фридрих Фердинанд Куфальдт або його учень. Тут розміщувався манеж, літні будиночки для дітей, «Павільйон», різноманітні альтанки, фонтан, штучний став з лебедями, розарій і літній театр, де проводили музичні вечори та вистави. За часів фон Мекк у парку заклали ялинову і липову алеї. Дерева привозили волами в дерев'яних бочках. Перед фасадом будинку на галявині, огородженій бордюром, росли ялини та декоративні кущі. (Див. також Копилівський парк).
До маєткової економії входили: корівник, молочна ферма, млин, водонапірна башта, кінний завод.
Від маєтку власники проклали дорогу, вздовж якої висаджено тополі. Вирито два ставки, в які надходила вода з річки Здвиж. Один — для потреб маєтку, другий — для місцевих жителів. Від села до Брест-Литовського шосе (воно ж нині— Житомирська траса, або М06) проклали дорогу, навколо якої барон наказав посадити тополі, коріння яких вбирає вологу і виконує роль дренажа. Окрім того, Микола Карлович фон Мекк допоміг жителям Копилова створити кооперативне товариство, організував у селі банківське відділення. 1910 року, коли барон продав свій маєток, понад тридцять молодих копилівчан поїхали за ним до Росії, де отримали роботу на його підприємствах.
У 1889 і 1890 роках у маєтку М. К. фон Мекка гостював Петро Чайковський про що ми можемо дізнатись з його листів:
|  | Копилів мені надзвичайно сподобався! Новий будинок вкрай симпатичний; з верхнього поверху, де Микола показав мені кімнату, що призначається, між іншим, і для мене, відкривається чарівний вигляд абсолютно сільського стилю. Молочне господарство і все, що ради нього влаштоване, дуже зацікавило мене. Оригінальний текст (рос.) Копылово мне ужасно понравилось! Новый дом в высшей степени симпатичен; из верхнего этажа, где Коля показал мне комнату, предназначаемую, между прочим, и для меня, открывается прелестный вид совершенно деревенского характера. Молочное хозяйство и всё, что ради него устроено, очень заинтересовало меня |

|  | Приїхав я сюди майже прямісінько з Копилова, де провів близько двох діб найприємнішим чином. Копилів на цей раз сподобався мені так само, як і торік, але споруди, само собою зрозуміло, дуже посунулися з тих пір, як я там не був. Кімната, що призначається мені на випадок моїх відвідин, торік була ще лише як натяк, — тепер я вже жив у ній. Вона надзвичайно симпатична, зручна і приємна, і я дав собі слово неодмінно погостювати у Миколи і Анни подовше майбутнім літом. Оригінальний текст (рос.) «Приехал я сюда почти прямо из Копылова, где провел около двух суток самым приятным образом. Копылово в этот раз понравилось мне столько же, сколько и в прошлом году, но постройки, само собой разумеется, очень подвинулись с тех пор, как я там не был. Комната, назначаемая мне на случай моих посещений, в прошлом году была еще только в виде намека, — теперь же я уже жил в ней. Она чрезвычайно симпатична, удобна и приятна, и я дал себе слово непременно погостить у Коли и Анны подольше будущим летом. |

## Сучасність
Будівля внесена до Державного реєстру архітектурних пам'яток національного значення. Перебуває в аварійному стані. Однак, ще до кінця 1990-х років, за словами місцевих жителів, споруда виглядала досить пристойно і потребувала лише звичайного ремонту. Реконструкція маєтку до Євро-2012 передбачала повне відтворення атмосфери XIX століття. В рамках проекту мало відбутись відродження навіть з камерним музичним салоном Петра Чайковського, побудований театр на 500 місць, планувалося обладнати співоче поле для проведення масових фестивальних дійств. У архітектурному стилі тієї епохи також хотіли звести п'ятизірковий готель на 50 місць. До реалізації цього проекту так і не дійшло, а інформацію про реконструкцію з офіційних інвестиційних сайтів після закінчення чемпіонату вилучили.

## Галерея

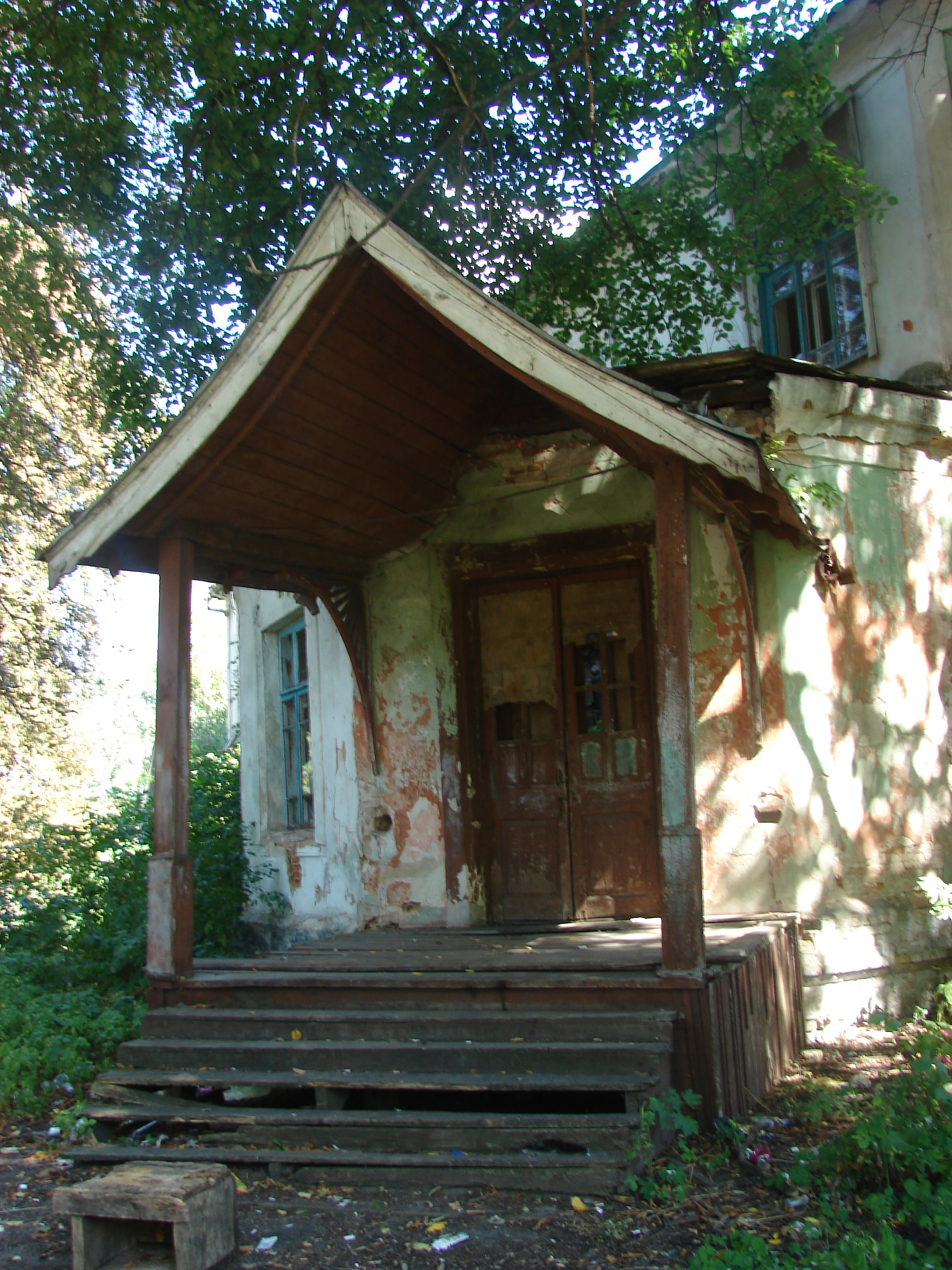
Вхідник до парку
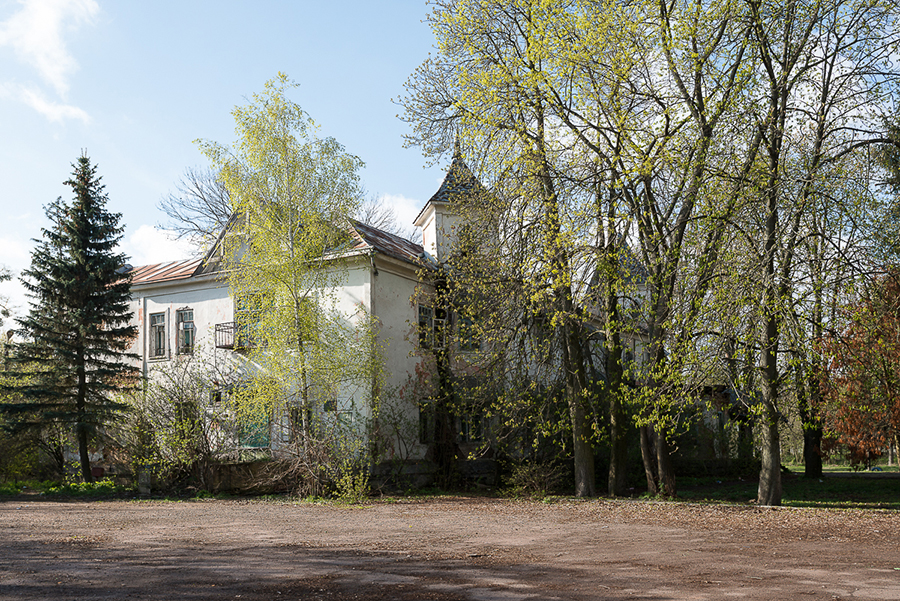
Садибний будинок, головний вхід
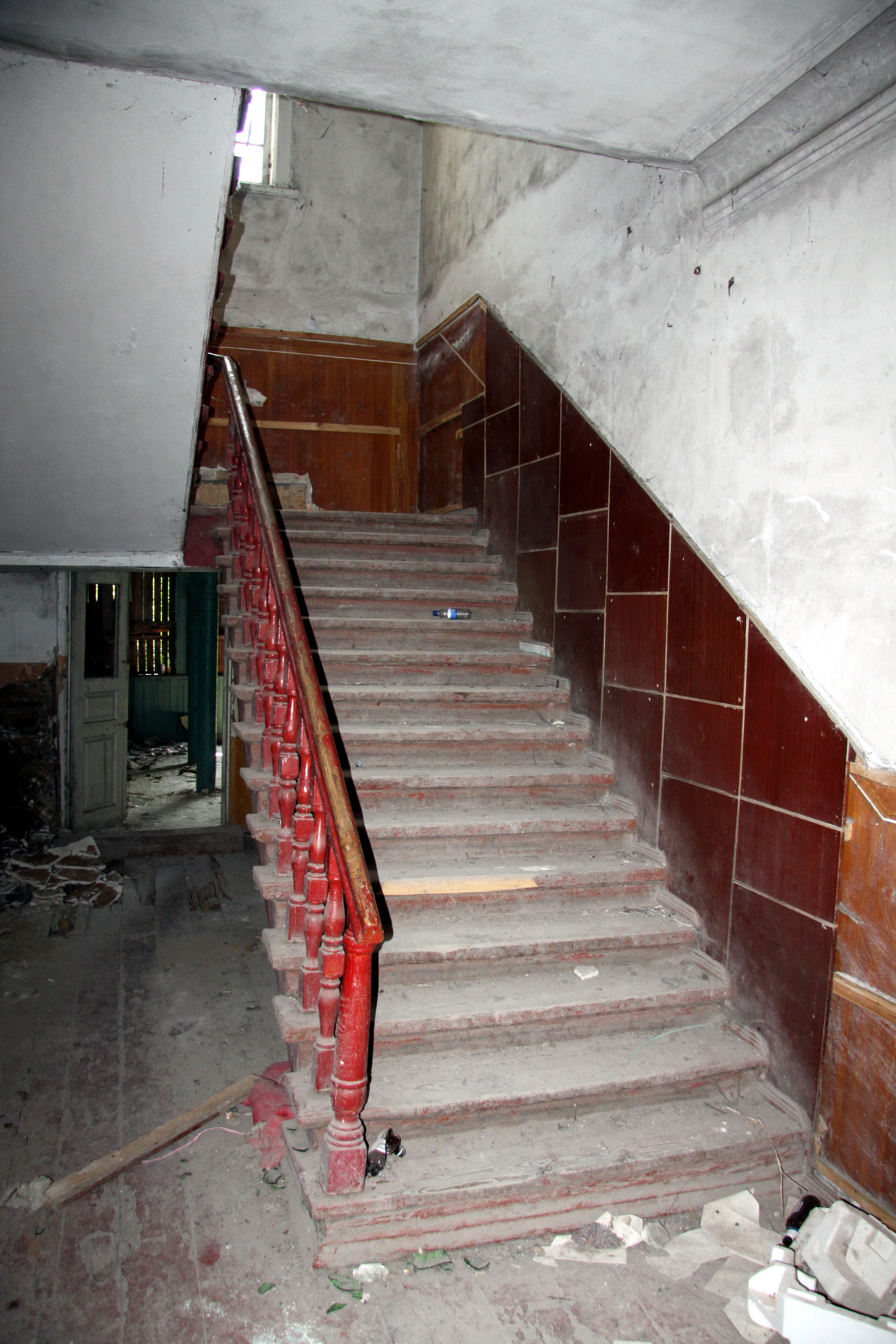
Внутрішній інтер'єр садибного будинку. Сходи.
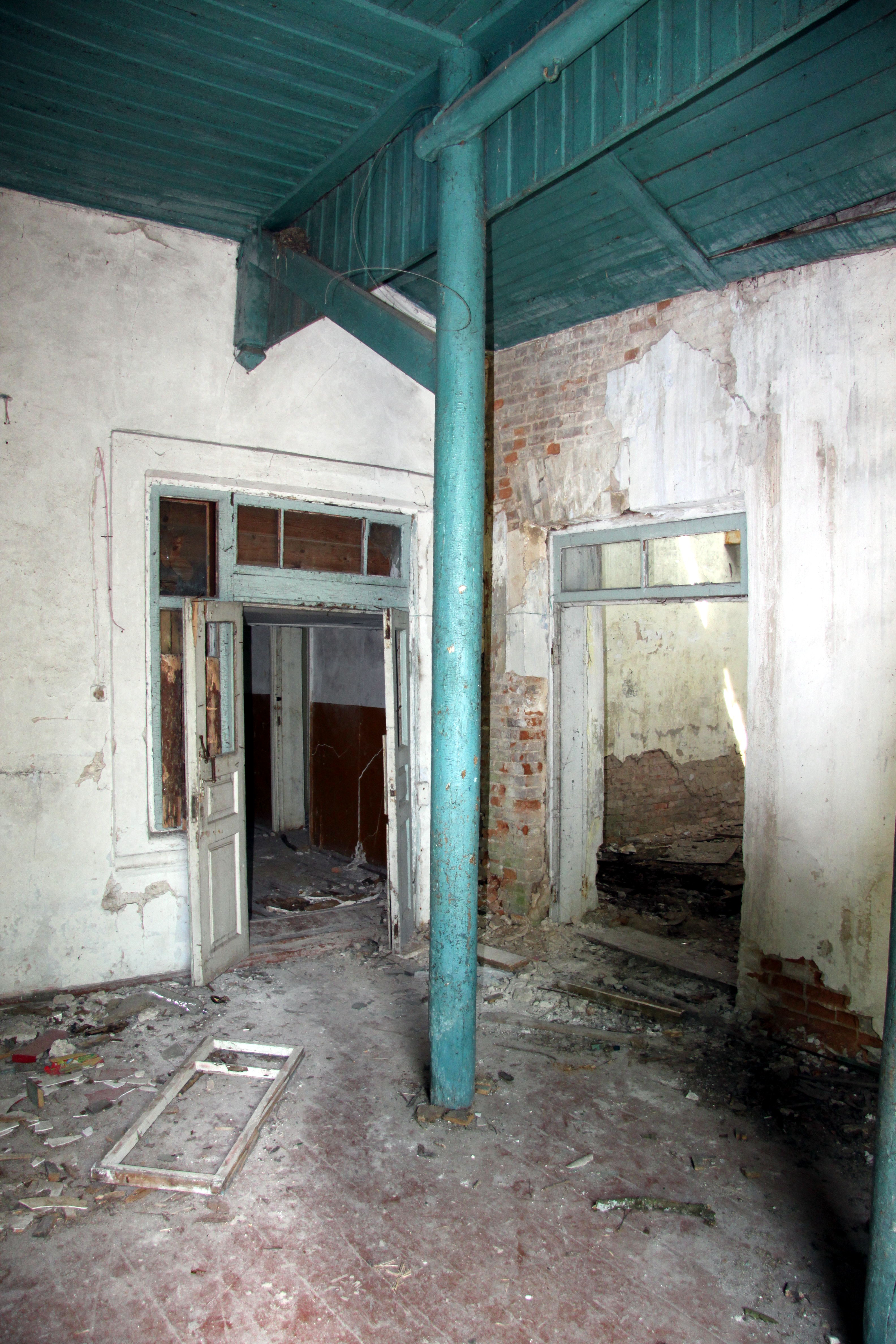
Сучасна прибудова до садибного будинку (внутрішній інтер'єр)
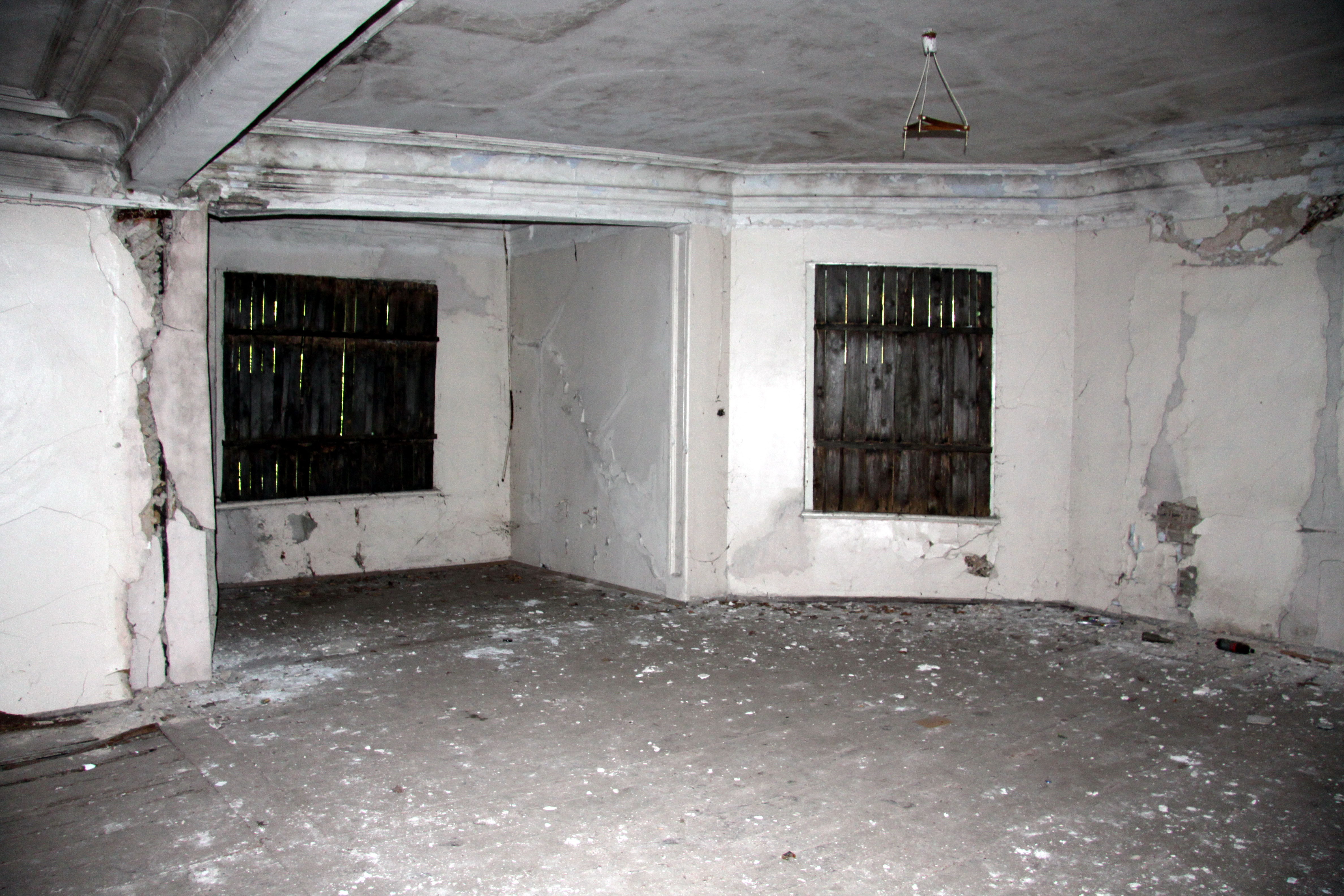
Внутрішній інтер'єр в садибному будинку. Карніз
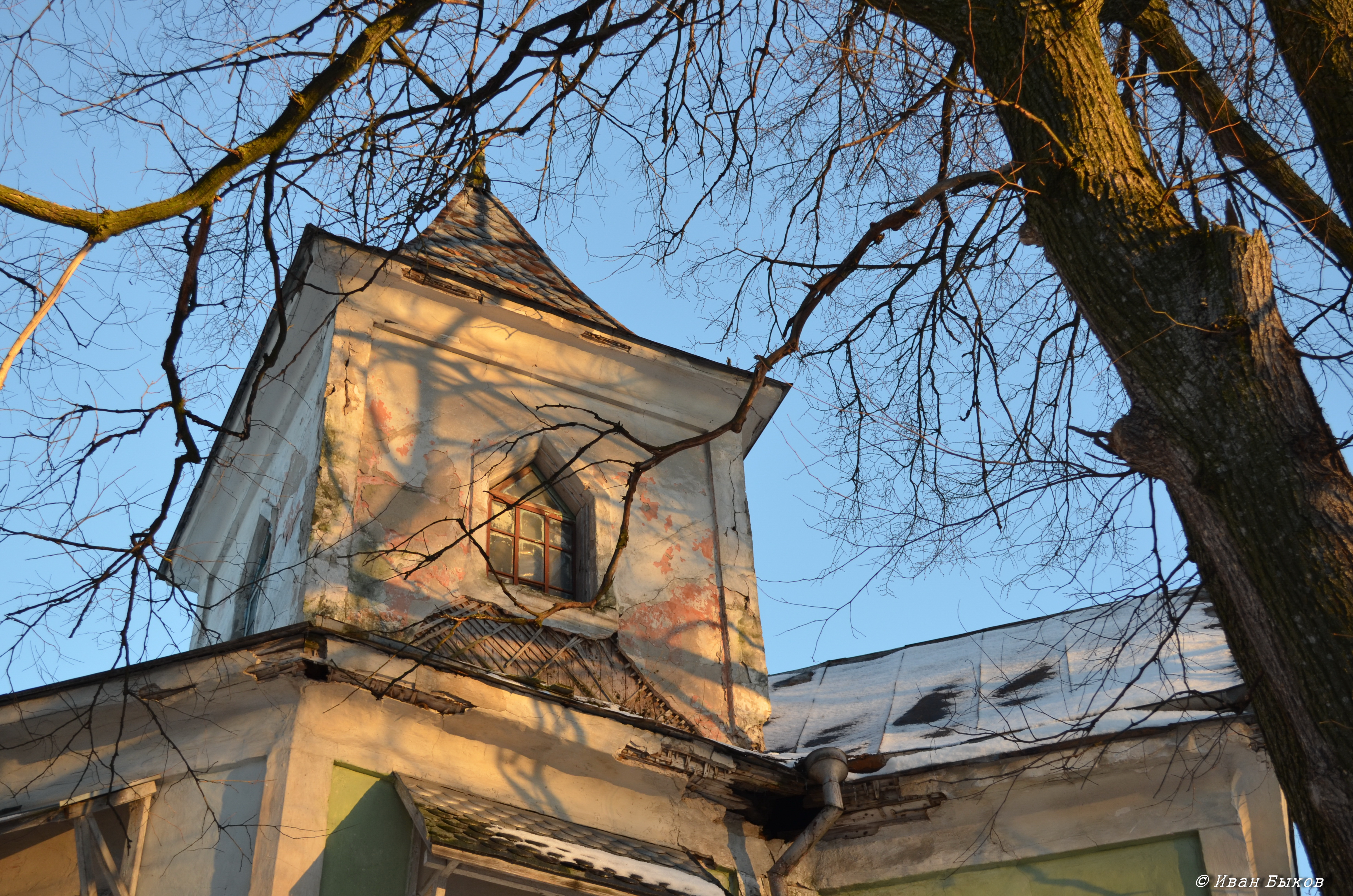
Башточка садибного будинку
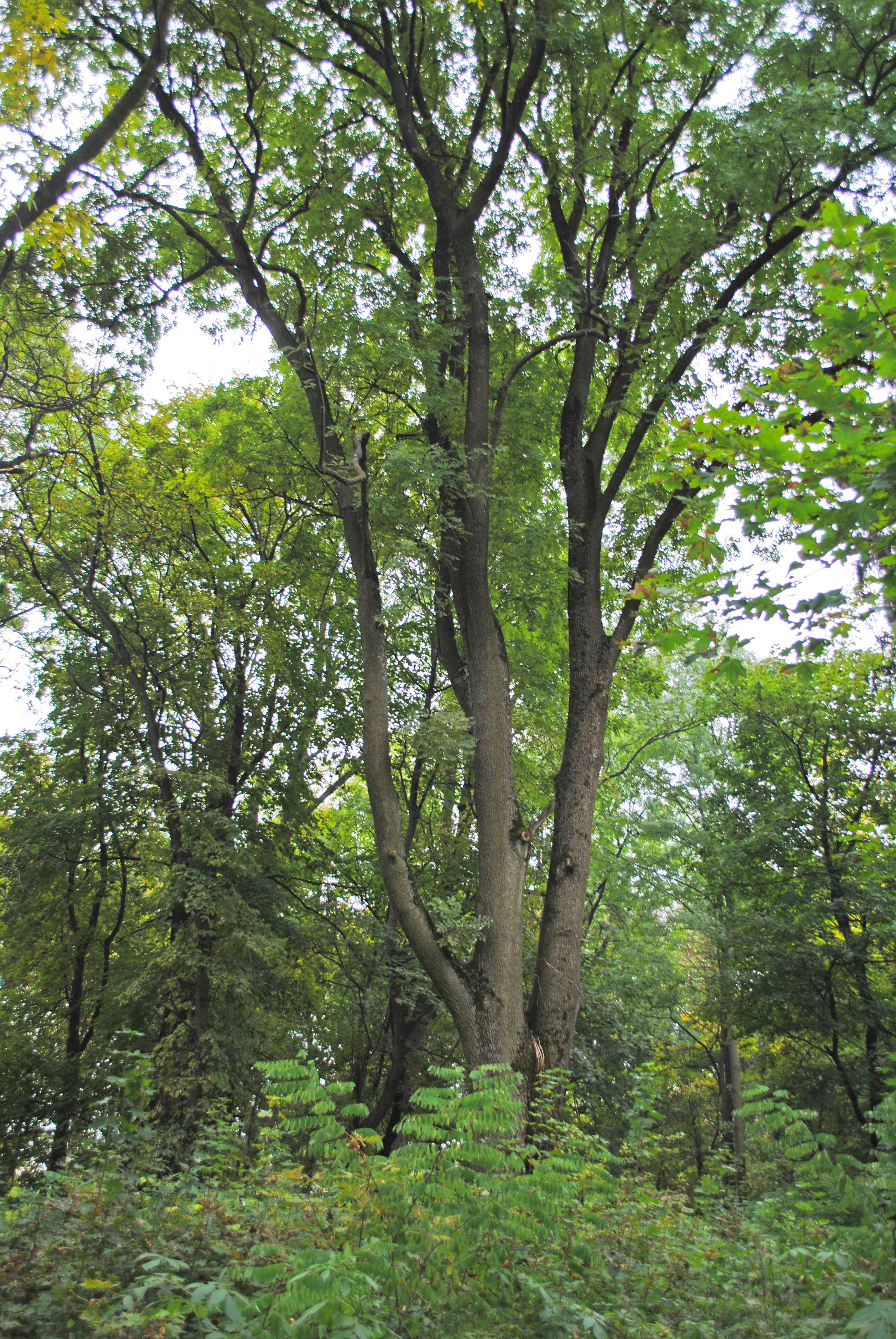
Окремі дерева в парку
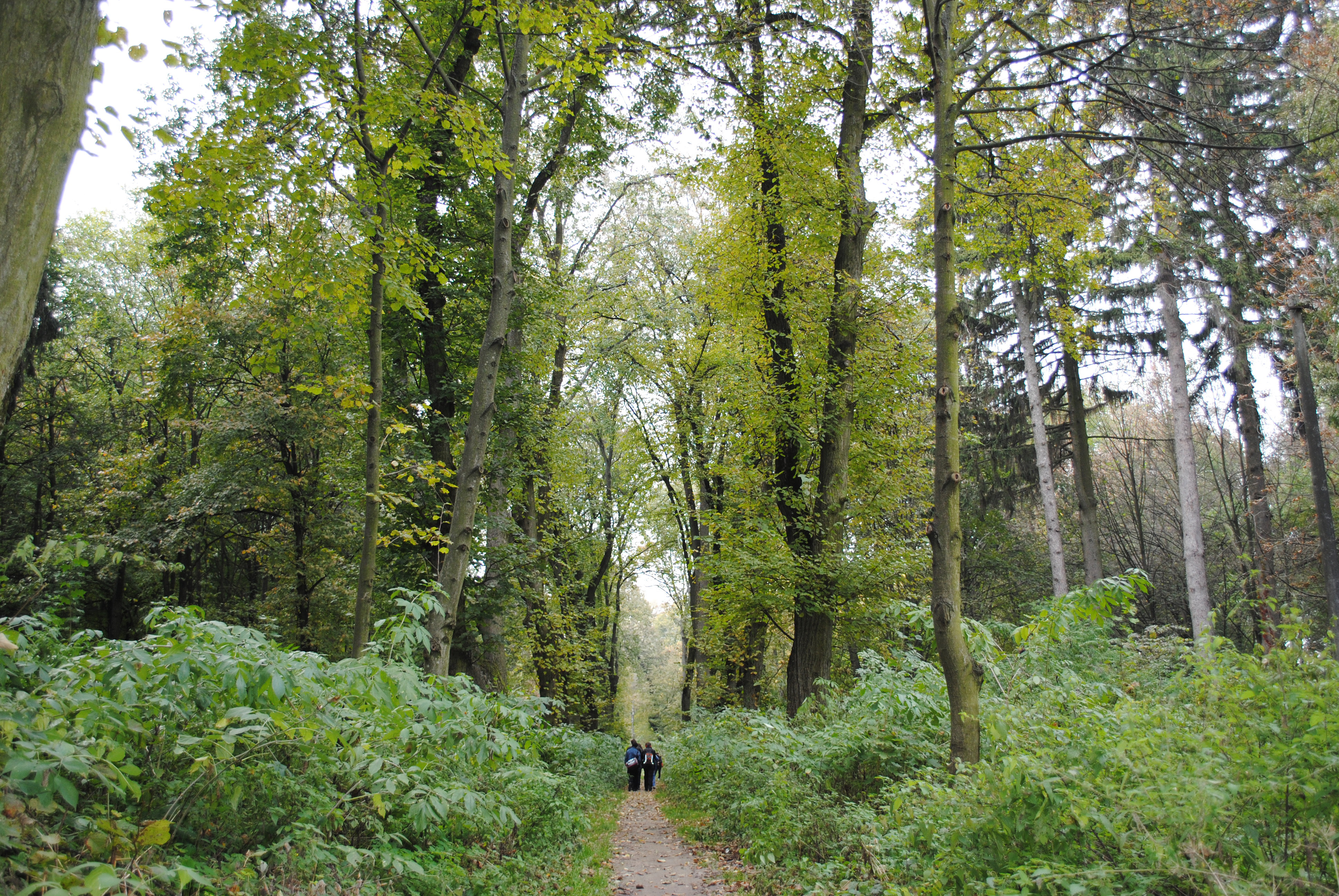
Стара липова алея
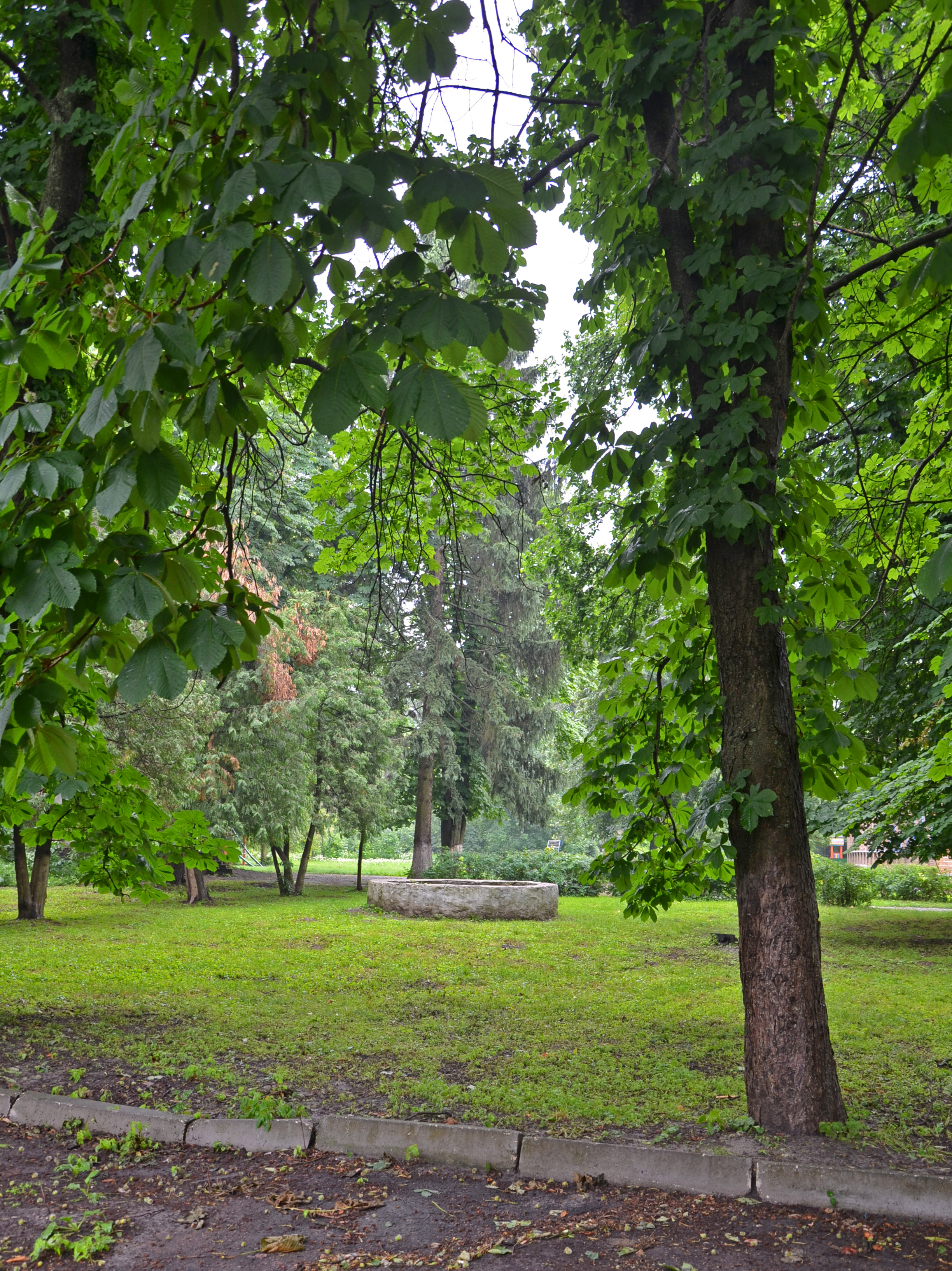
Руїни фонтану
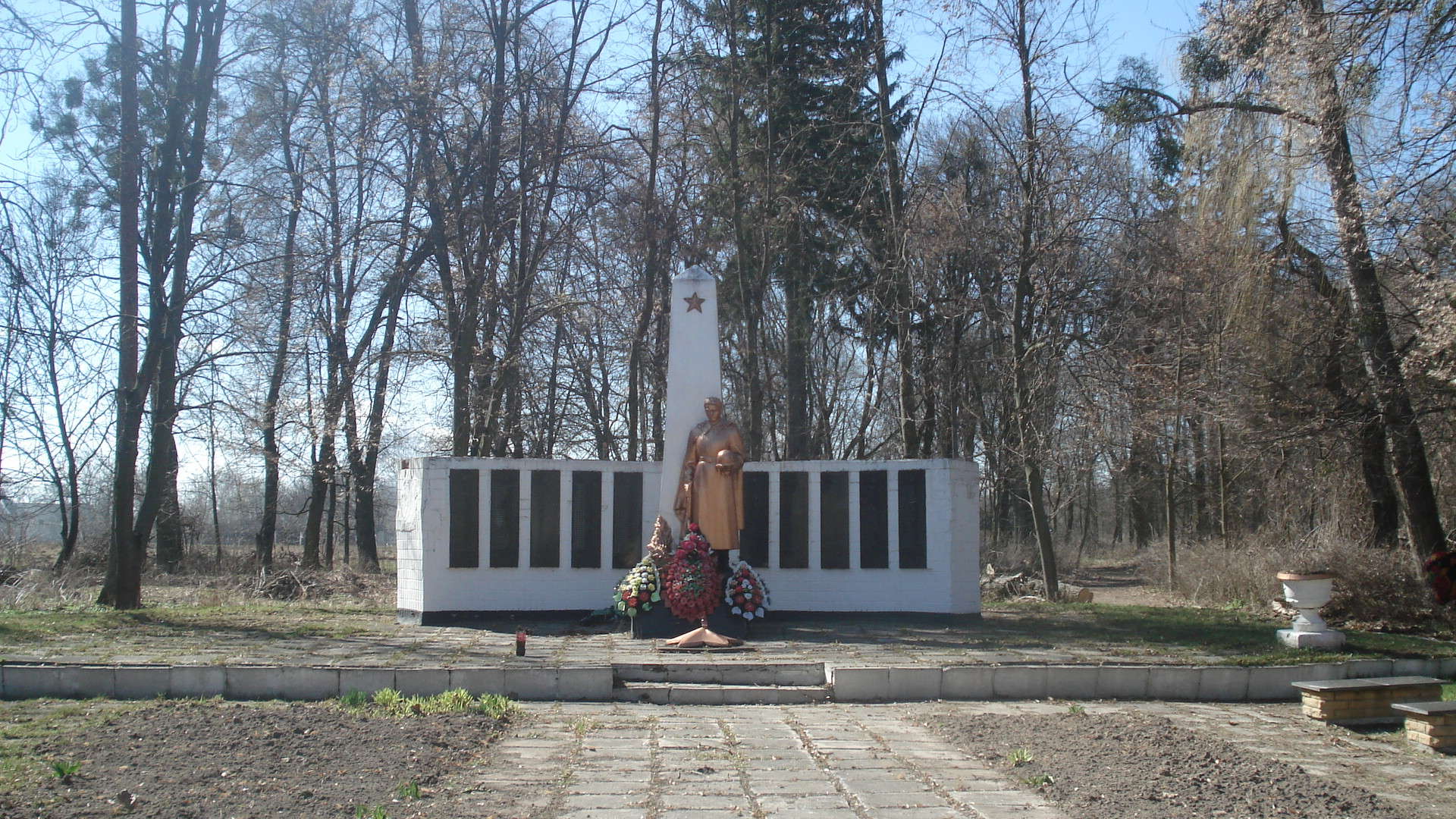
Меморіал на території панського парку
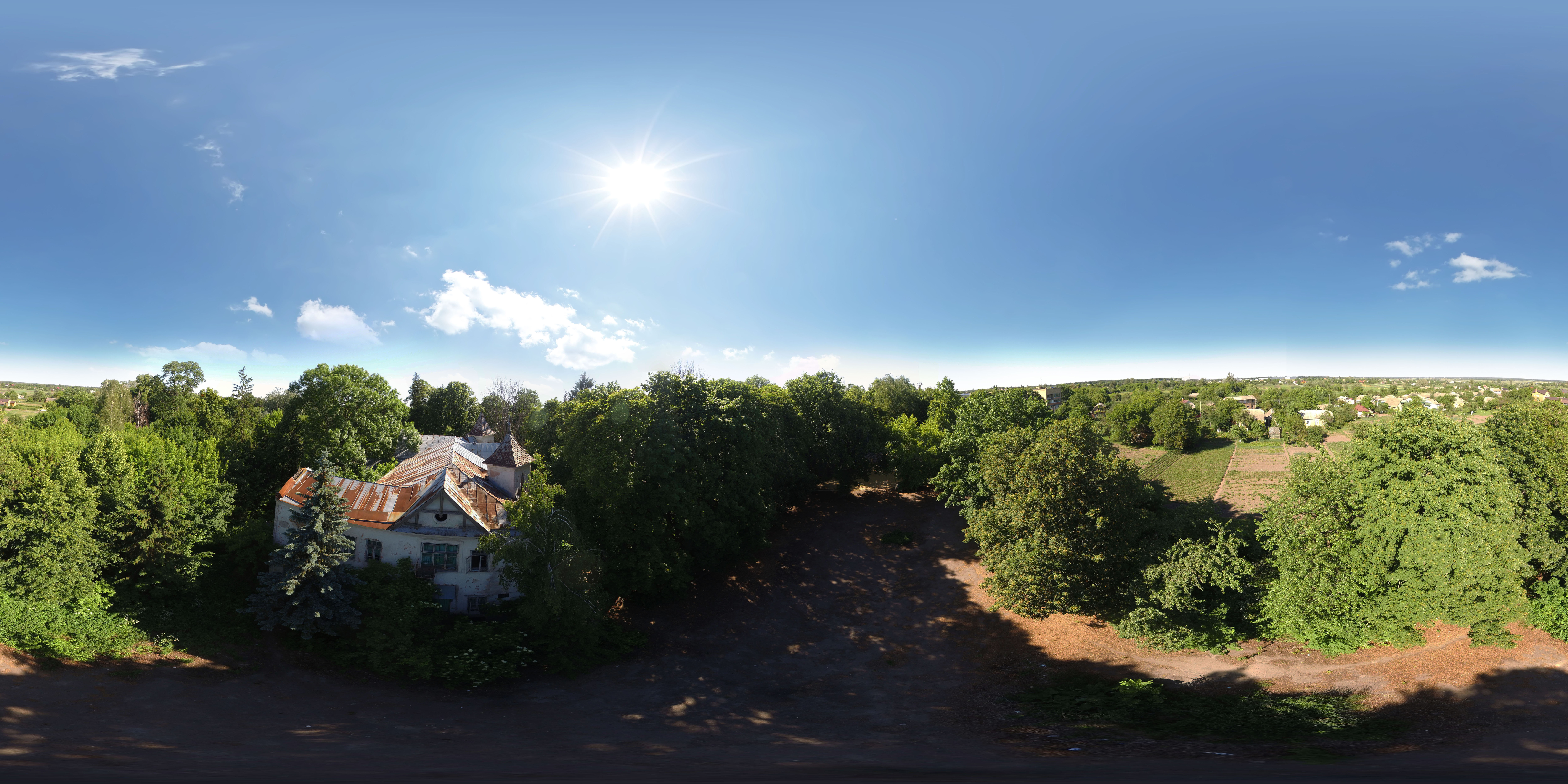
Маєток фон Мекк (Копилів)
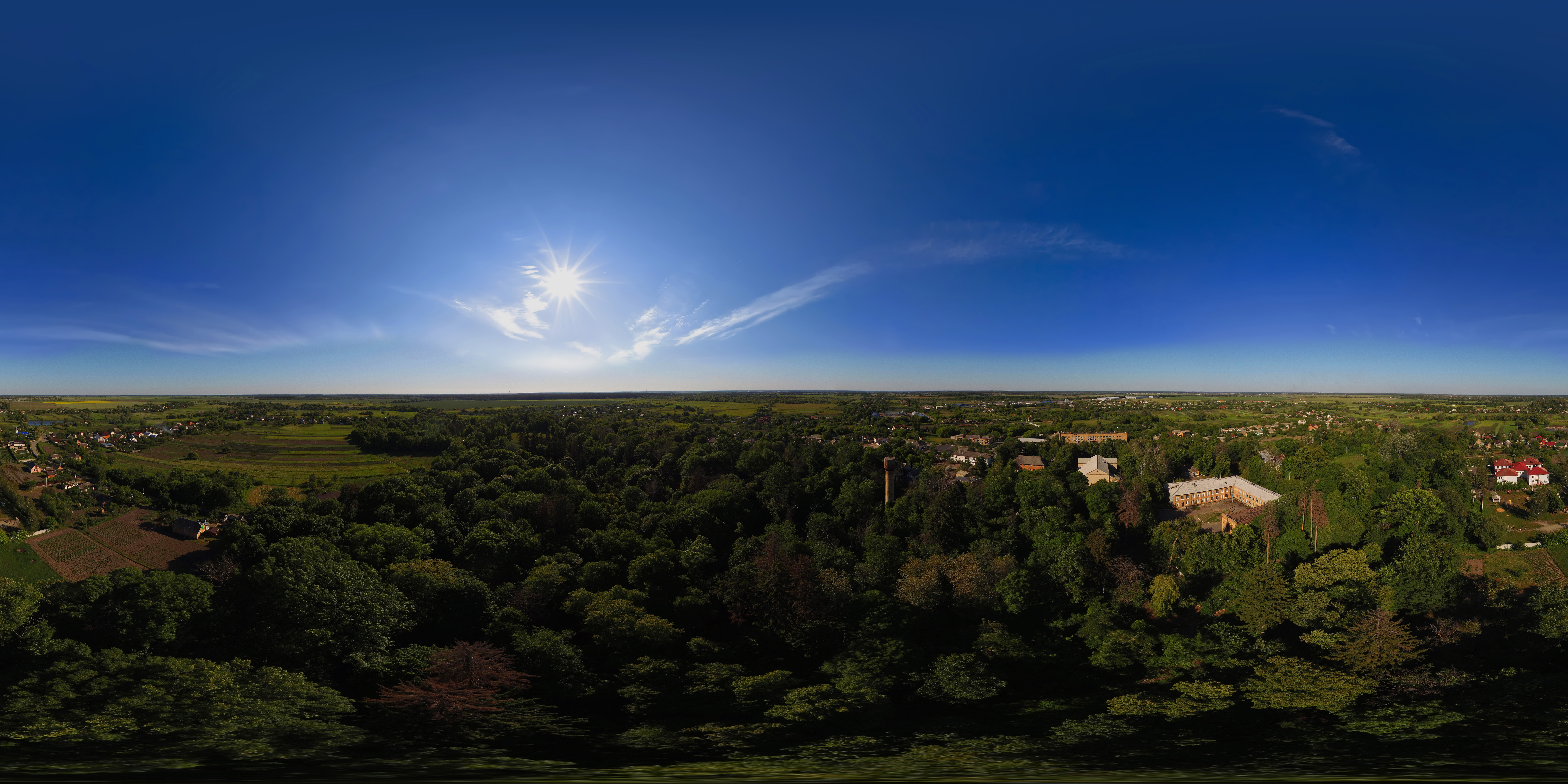
Парк маєтку.
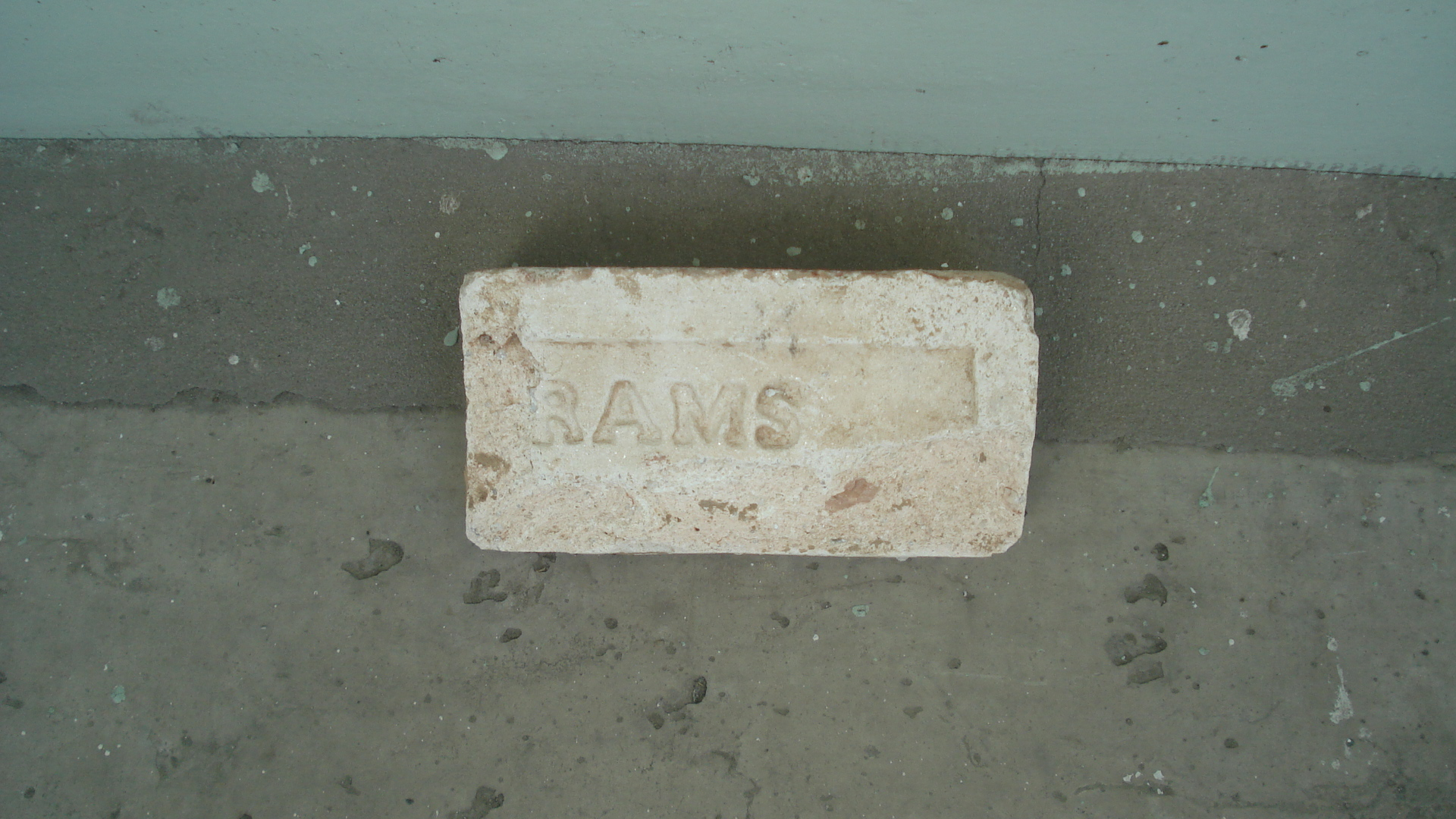
Цегла з садибного будинку
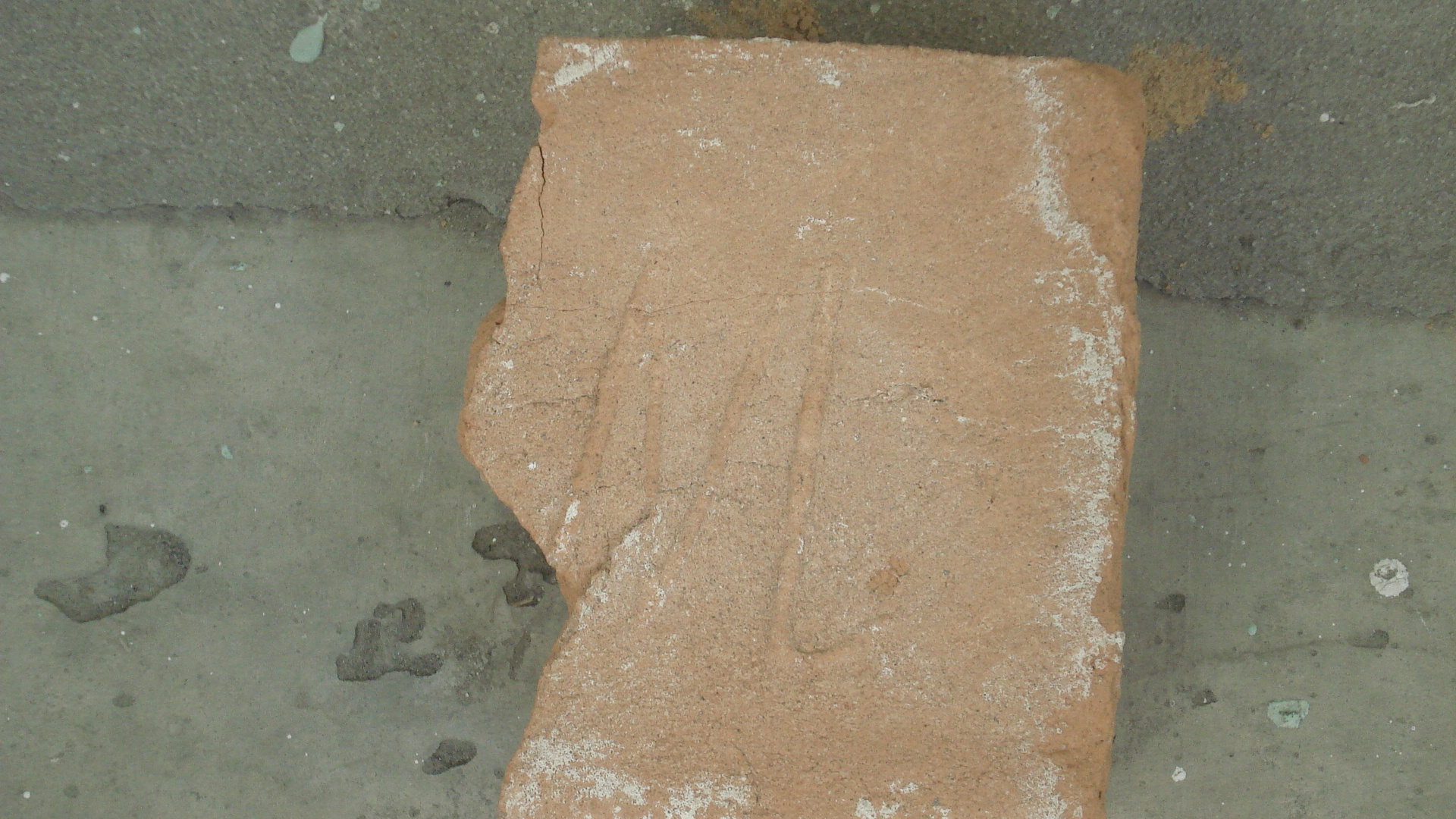
Цегла з садибного будинку з тавром "М" (Мекк)
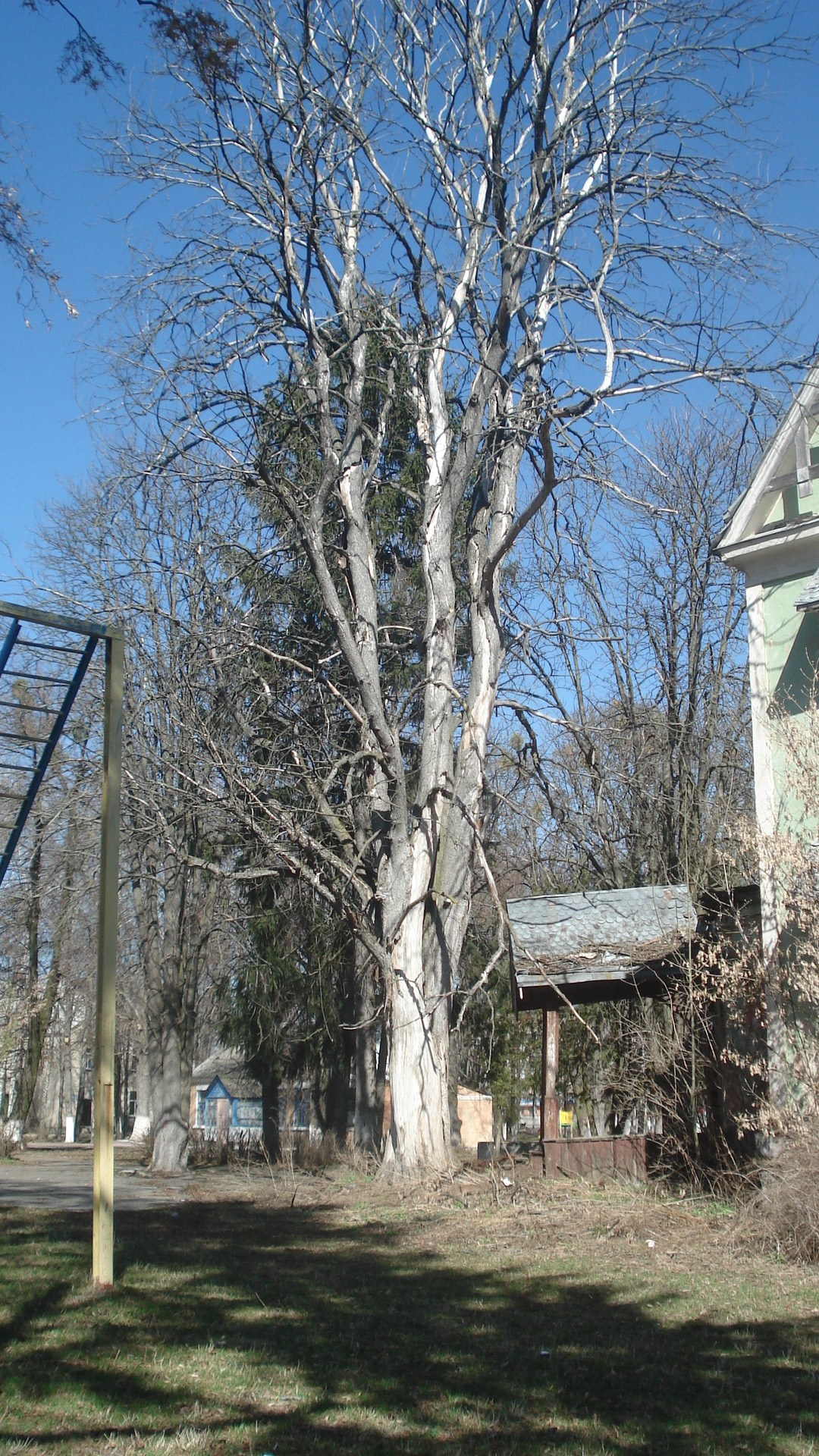
Старе дерево біля садибного будинку
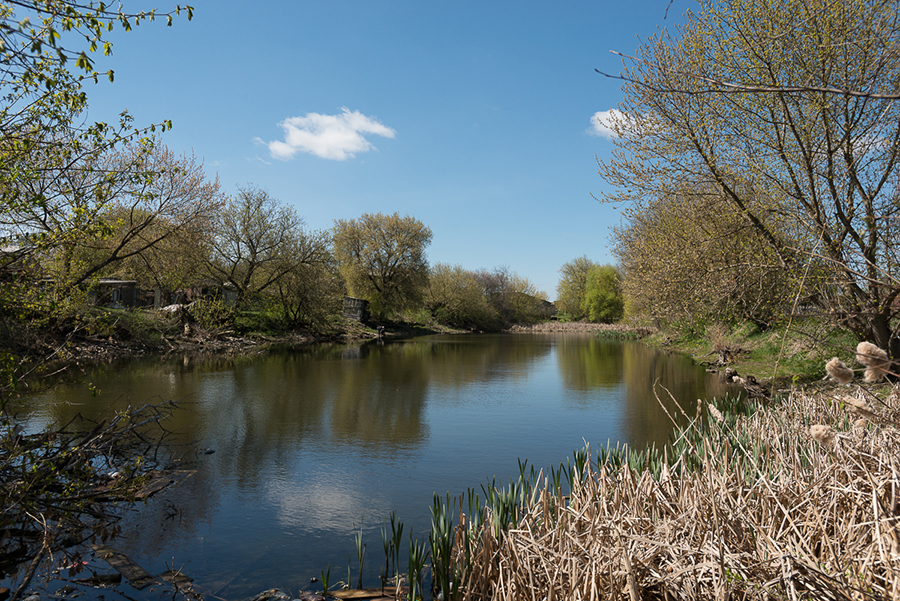
Панський став.
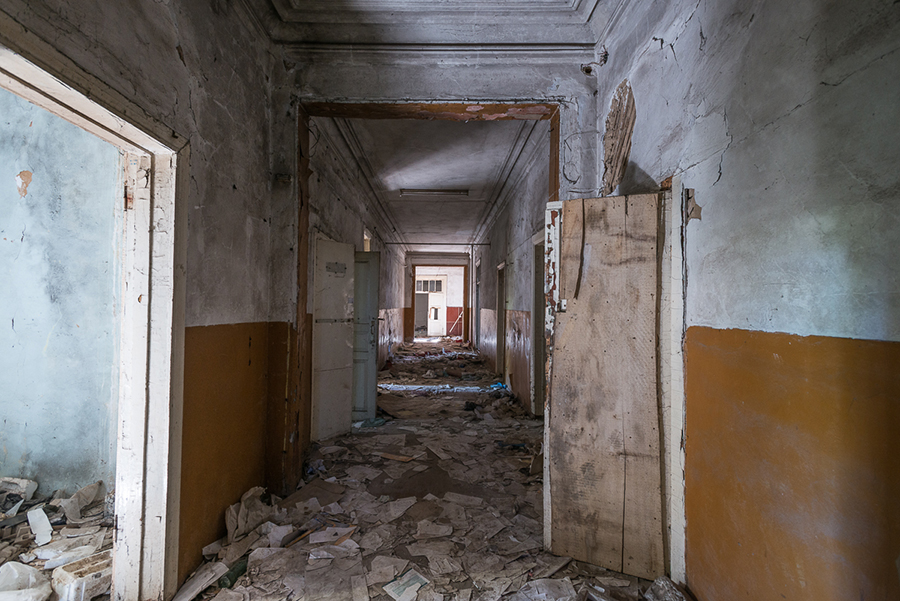
Садибний будинок. Коридор
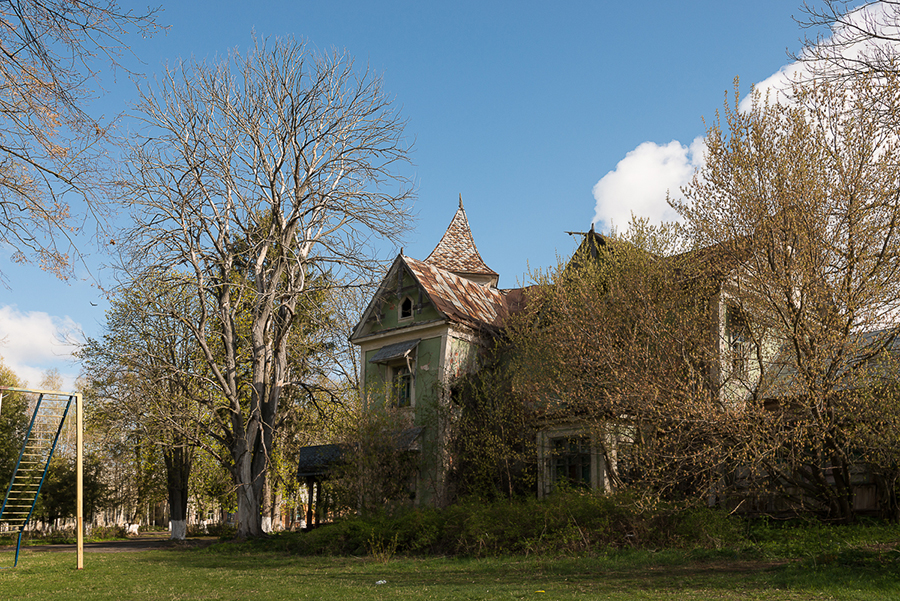
Садибний будинок. Мансарда
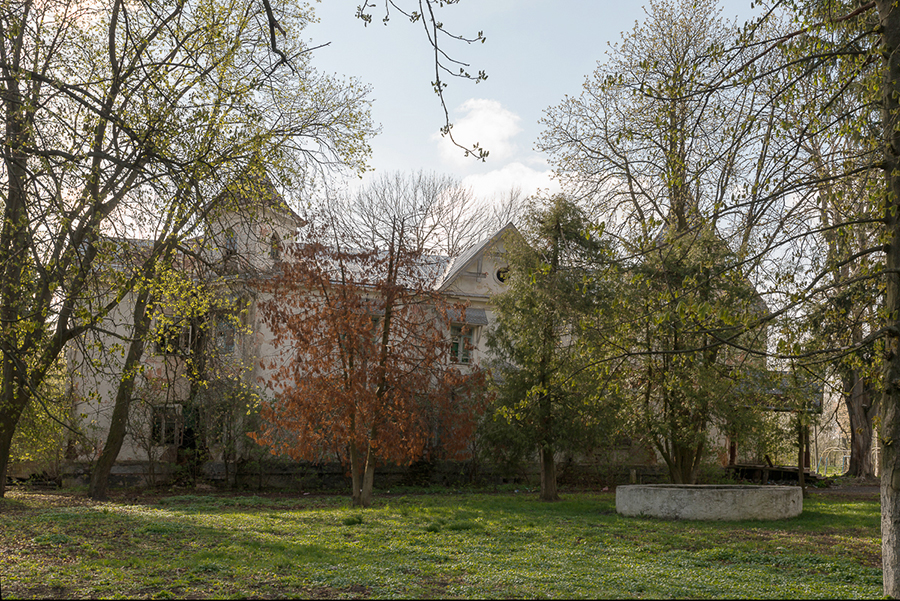
Парковий фасад. Фонтан
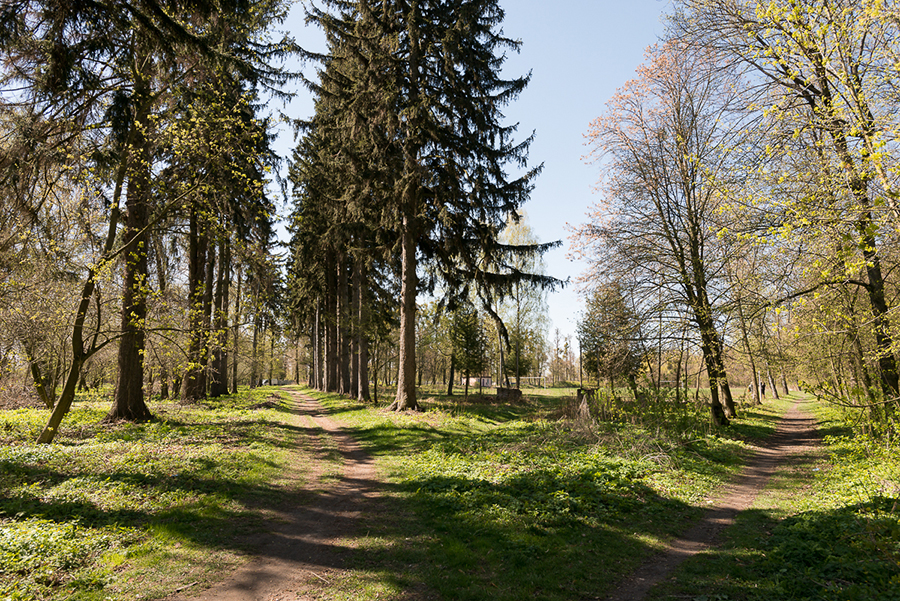
Парк. Ялинова алея
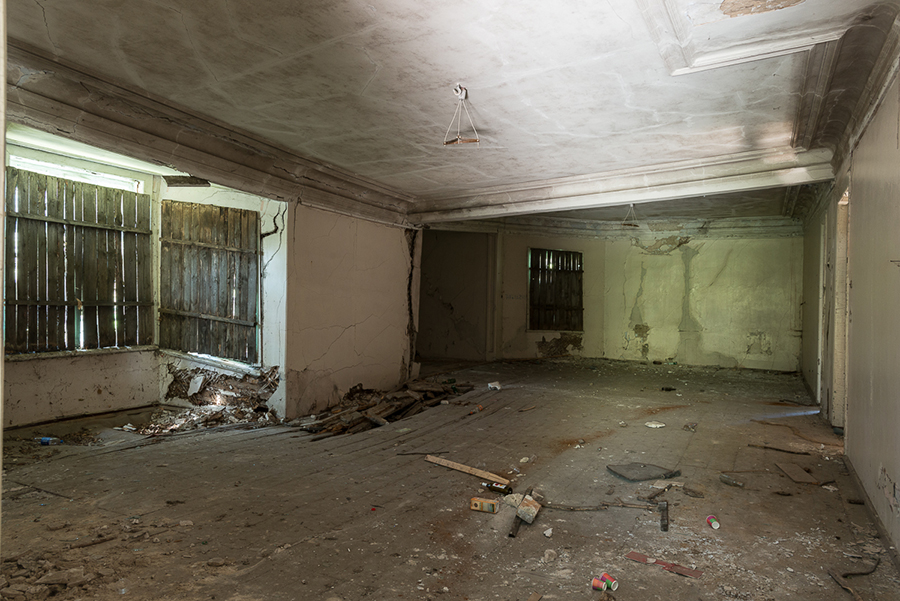
Садибний будинок. Стеля. Карніз
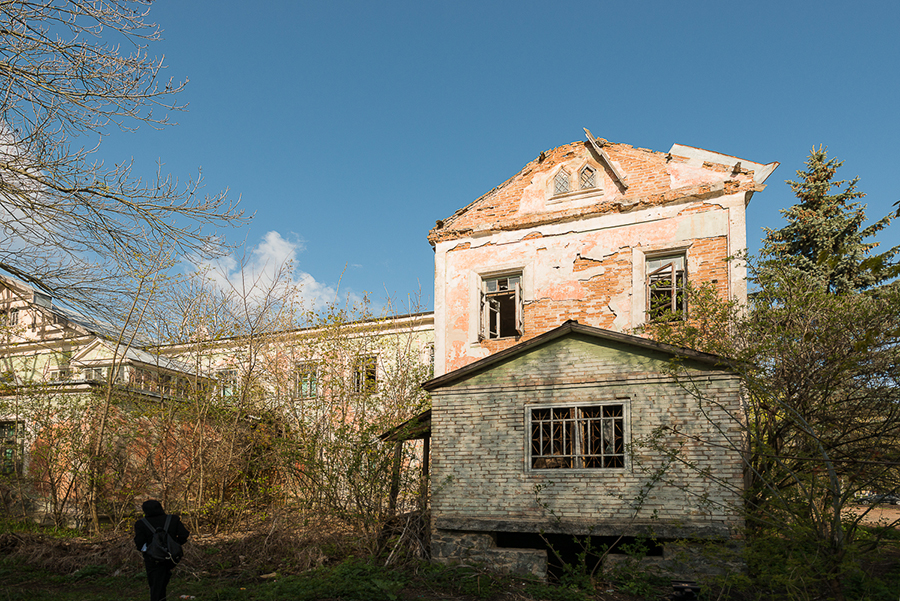
Садибний будинок. Парковий фасад
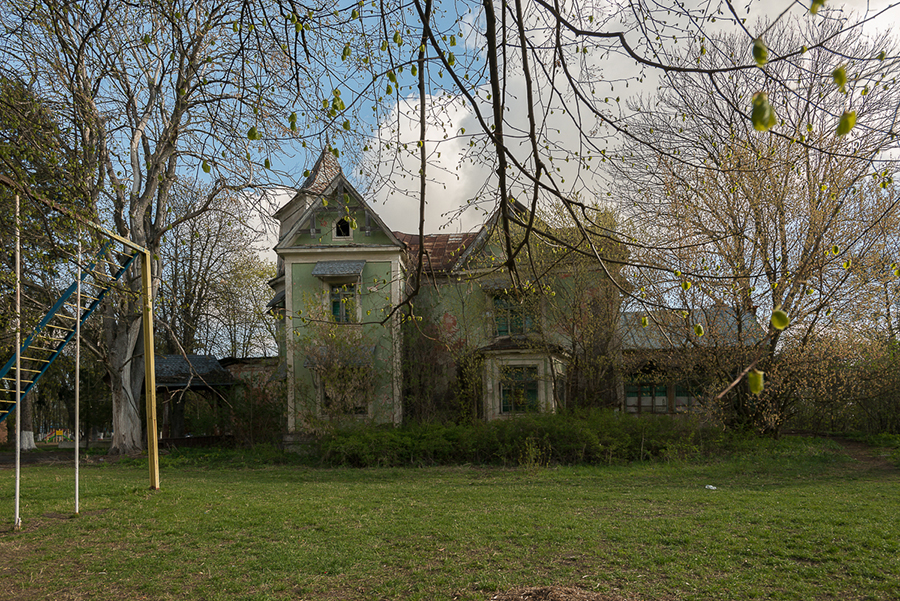
Садибний будинок. Бічний фасад
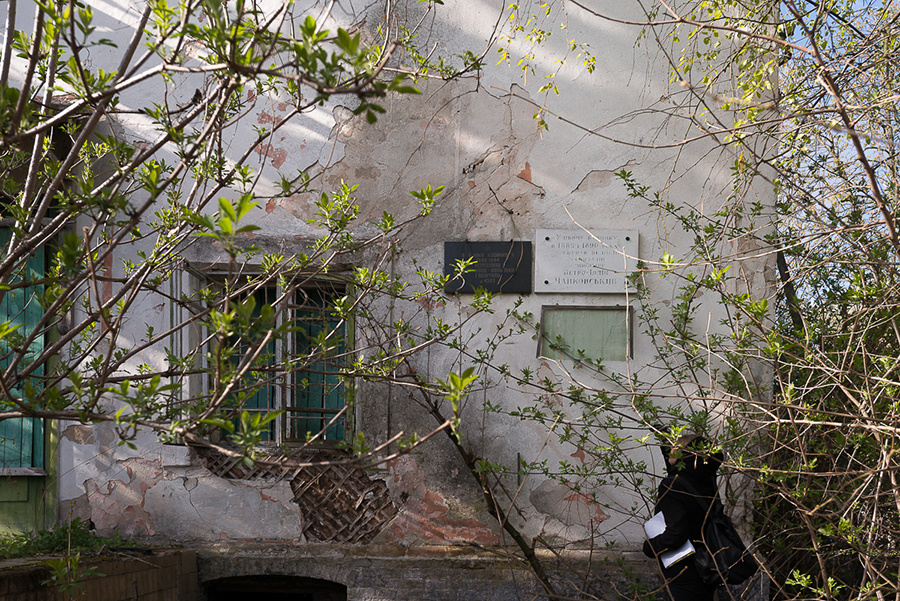
Меморіальні дошки на садибному будинку
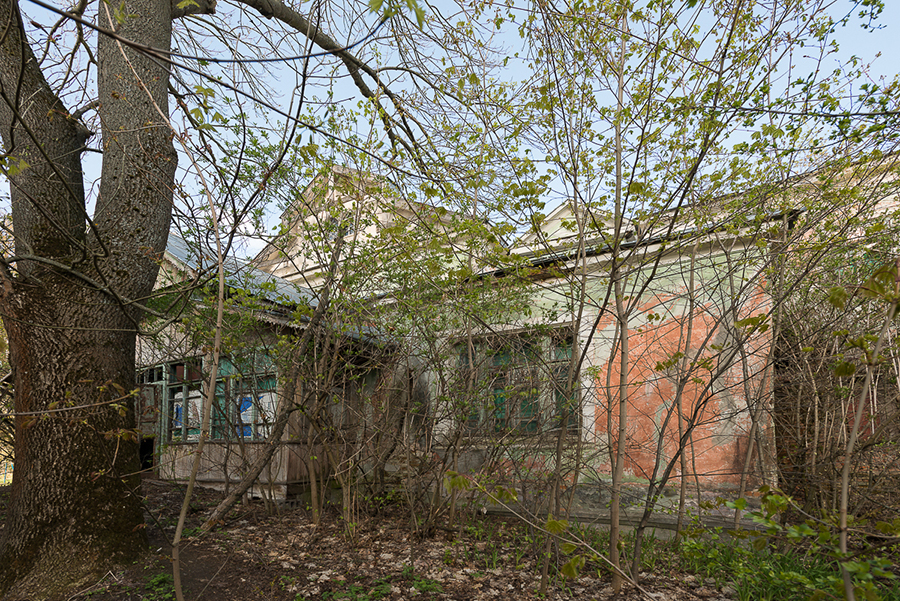
Садибний будинок. Прибудови
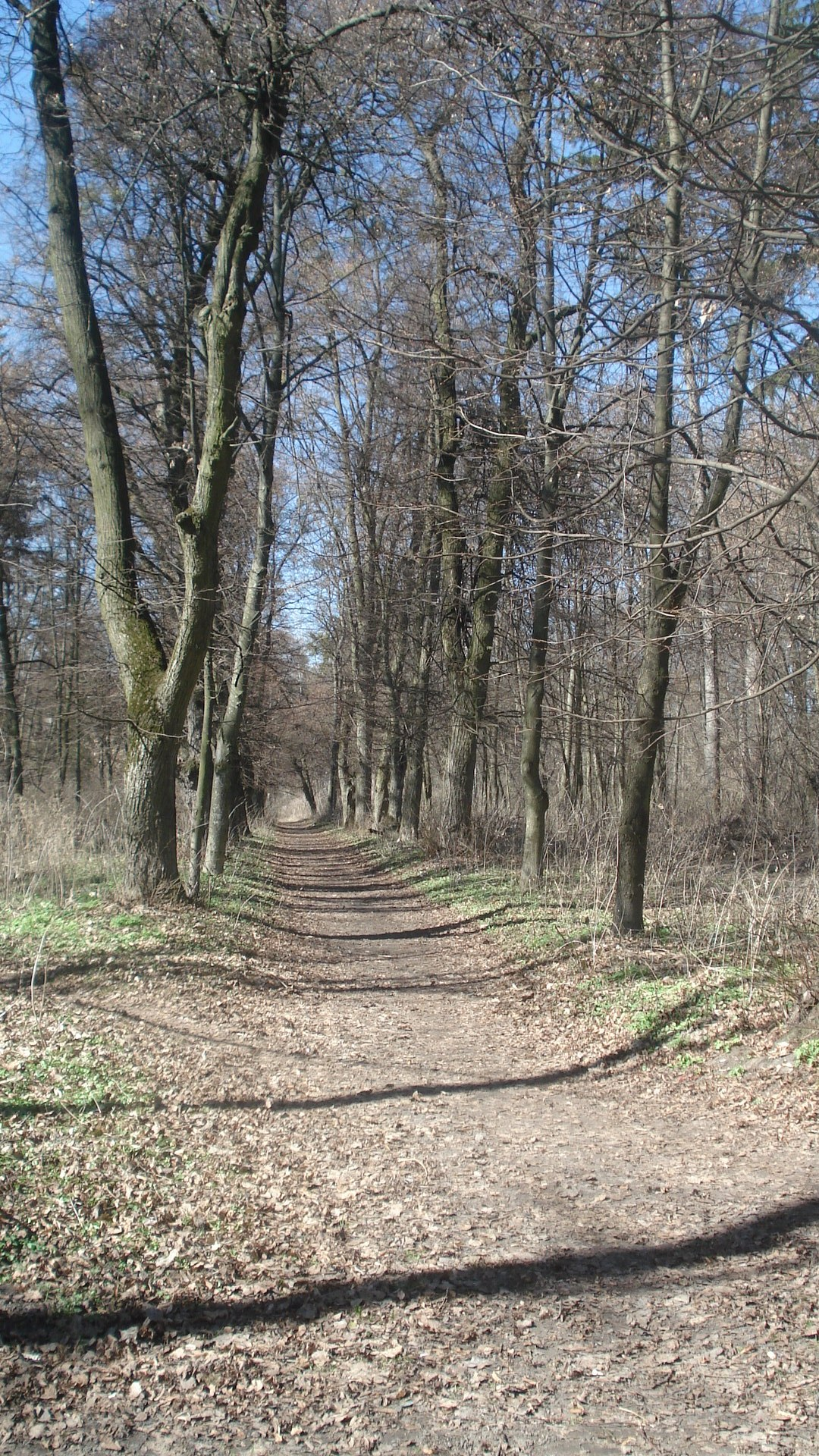
Стара липова алея